# Smodicinus
Smodicinus là một chi nhện trong họ Thomisidae.